# فهرست میراث جهانی در تاجیکستان
میراث جهانی در تاجیکستان شامل ۲ اثر فرهنگی و طبیعی در تاجیکستان است. تاجیکستان ۲۸ اوت ۱۹۹۲ م به این کنوانسیون پیوست و تا سال ۲۰۲۰ م افزون بر ۴ مکان ثبت‌شده، ۱۵ سایت نیز از این کشور در فهرست آزمایشی قرار گرفته است.
همان‌طور که در پیمان‌نامه میراث جهانی یونسکو — که در سال ۱۹۷۲ م تأسیس شده — شرح داده شده است، سایت‌های میراث جهانی سازمان آموزشی، علمی و فرهنگی ملل متحد، یونسکو مکان‌هایی هستند که اهمیت فرهنگی یا طبیعی دارند. طبق کنوانسیون یونسکو هر اثری پس از ثبت توسط این کمیته، باید از سوی کشور نگهدارندهٔ اثر، مورد توجه ویژه قرار گیرد و انجام هرگونه دخل و تصرف یا اقدامی که باعث به خطر افتادن آن شود، ممنوع است.
اولین میراث در تاجیکستان در سال ۲۰۱۰ م در سی و چهارمین جلسه کمیته میراث جهانی یونسکو در برزیل ثبت شد. در سی و هفتمین اجلاس سالانهٔ کمیته که در پایتخت کامبوج برگزار شد، باغ ملی تاجیکستان در فهرست آثار جهانی به ثبت رسید.
کوئیچیرو ماتسوئورا، مدیر کل سازمان علمی فرهنگی یونسکو، با ذکر این نکته که اقدامات لازم برای ثبت تعدادی از آثار تاریخی تاجیکستان از جمله شهر باستانی سرزم، پارک ملی، عبادتگاه بودایی تپه، هولبوک، تخت سنگی، قلعه حصار و مدرسه خواجه مشهد در حال پیگیری است ابراز امیدواری کرد در آینده نزدیک شهر باستانی سرزم و پارک ملی تاجیکستان در فهرست آثار تاریخی این سازمان گنجانده شود.

## میراث جهانی
یونسکو سایت‌ها را با ده معیار فهرست می‌کند. هر ورودی باید حداقل یکی از معیارها را داشته باشد.
| # | نگاره                            | نام                                          | موقعیت        | ش ثبتمعیارها         | سال  | شرح | م     |
| ۱ |                                  | سرزم                                         | ناحیه پنجکنت  | ۱۱۴۱(ii)(iii)        | ۲۰۱۰ | این منطقه را قدیمی‌ترین محوطهٔ باستان‌شناسی آسیای میانه می‌توان نامید که نخستین اکتشافات در آن، در سال ۱۹۷۴ م رخ داد که این فعالیت‌ها، تا امروز و توسط باستان‌شناسان روسی، فرانسوی و آمریکایی، پیگیری شده است. بر اساس برآورد باستان‌شناسان، این ناحیهٔ تاریخی، ۱۳۰ هکتار وسعت دارد و قدمت آن مربوط به ۵۵۰۰ سال پیش است. | [ ۵ ] |
| ۲ |                                  | پارک ملی پامیر                               | بخشی از پامیر | ۱۲۵۲(vii)(viii)      | ۲۰۱۳ | یک پارک ملی و ذخیره‌گاه طبیعی است که در شرق کشور تاجیکستان قرار دارد. این پارک در سال ۱۹۹۲ م بنیان نهاده شد. این پارک در حدود ۲٫۶ میلیون هکتار وسعت دارد که ۱۸٪ از کل اندازهٔ تاجیکستان است و بخش‌هایی از کوه‌های پامیر را شامل می‌شود. پارک ملی ترکیبی از مناطق استپی، بیابانی، چمن‌زارها و مناطق آلپی است. زمستان‌های طولانی و تابستان‌های خنک دارد و میانگین بارندگی در آن سالانه ۱۲٫۷ سانتی‌متر است. | [ ۶ ] |
| ۳ |                                  | جاده ابریشم: مسیر زرافشان-قره قوم*           | گوناگون       | ۱۶۷۵(iii)(iv)(v)(vi) | ۲۰۲۳ | این میراث به‌طور مشترک با کشورهای ترکمنستان و ازبکستان ثبت شد. شامل چندین اثر پنجکنت، ینگی‌قرغانحصار، اجینه‌تپه، تخت سنگین، واسع، آرامگاه خواجه مشهد و دژ یامچان می‌شود که در مسیر جادهٔ ابریشم واقع بوده‌اند. جاده‌های ابریشم مسیرهای ادغام، تبادل و گفتگو بین شرق و غرب است که تقریباً به مدت دوهزار سال به سعادت مشترک بشریت کمک زیادی کرده است. این تجارت تمدن‌های مختلفی را به‌هم متصل کرد، که طی قرن‌ها پابرجا بود و توسط یک سیستم کاروانسراها، شهرک‌ها و شهرهای تجاری و قلعه‌ها در طول بیش از ۱۰۰۰۰ کیلومتری خود پایدار بود که این ویژگی، آن را طولانی‌ترین مسیر فرهنگی در طول تاریخ بشریت می‌کند. | [ ۷ ] |
| ۴ | پروانه مختص جنگل توگای تاجیکستان | جنگل‌های توگای ذخیره‌گاه طبیعی تیگرووایا بالکا | ختلان         | ۱۶۸۵(ix)             | ۲۰۲۳ | این جنگل بین دو رودخانه وخش و پنج در جنوب غربی تاجیکستان واقع شده است. این ذخیره‌گاه شامل اکوسیستم‌های ساحلی وسیع توگای، صحرای شنی کشکاقوم، قله بوریتو و همچنین کوه‌های هوجا-کازیون است. این ملک از مجموعه ای از تراس‌های دشت سیلابی پوشیده شده توسط خاک‌های آبرفتی تشکیل شده است که شامل جنگل‌های رودخانه ای توگای با تنوع زیستی بسیار خاص در دره است. جنگل‌های توگای موجود در ذخیره‌گاه نشان‌دهنده بزرگ‌ترین و دست‌نخورده‌ترین جنگل توگای از این نوع در آسیای مرکزی است و این تنها جایی در جهان است که اکوسیستم صنوبر آسیایی در منطقه‌ای به این اندازه در حالت اولیه خود حفظ شده است.                 | [ ۸ ] |

## فهرست آزمایشی
علاوه بر سایت‌های موجود در فهرست میراث جهانی، کشورهای عضو می‌توانند فهرستی از سایت‌های آزمایشی را که ممکن است برای نامزدی در نظر بگیرند، در این فهرست قرار دهند. نامزدها در فهرست میراث جهانی تنها در صورتی پذیرفته می‌شوند که سایت قبلاً در فهرست آزمایشی قرار داشته باشد.
| #  | نگاره | نام                         | موقعیت                  | ش ثبتمعیارها | سال  | شرح | م      |
| ۱  |       | آرامگاه امیر حمزه           | ولایت سغد               | ۱۳۷۸         | ۱۹۹۹ | قطعات زیادی از حکاکی‌های هنری در سقف وجود دارد و در ابتدا مقبره‌ای چوبی مربع شکل بود. در قسمت جنوب غربی ستون و در قسمت شمال شرقی دیوارهای خشتی وجود دارد. خوشنویسی و حکاکی بسیار ماهرانه، ترکیبات عالی و کنده‌کاری با مهارت بالا، گواه وجود مدرسهٔ حرفه‌ای خوشنویسی در آسیای مرکزی در دورهٔ آل افراسیاب است. ویژگی‌های معماری بنا این اثر تاریخی را در معماری آسیای میانه منحصر به فرد ساخته است. | [ ۱۰ ] |
| ۲  |       | سایت باستانی تخت سنگین      | ولایت ختلان             | ۱۳۷۹         | ۱۹۹۹ | تخت سنگین، از مانده‌های شهری باستانی در سمت شمال آمودریا در چند کیلومتری مرز با افغانستان است. این محوطهٔ باستان‌شناسی در ریزشگاه دو رود وخش و پنج در غرب آی‌خانم قرار گرفته است. نیایشگاه تخت سنگین در سده‌های چهارم تا سوم پیش از میلاد برپا شده است. این نیایشگاه به‌نام پرستشگاه ایزدرود آمودریا نیز شناخته می‌شود. این محل ترکیبی از معبد یونانی و آتشکدهٔ زرتشتی بوده، که نمایانگر این واقعیت است که در باختر دورهٔ هِلِنی دو رسم و سنت وجود داشته است. بخش مرکزی مجموعه شامل یک تالار چهارستونی با یک سکو در گوشهٔ شمال غربی است. | [ ۱۱ ] |
| ۳  |       | سایت باستانی بایتودشت چهارم | ناحیه پنجکنت            | ۱۳۸۰         | ۱۹۹۹ | این سایت باستانی دارای فرم بیضی–لوزی شکل بوده که مساحت آن ۱۰ هکتار است. از سه طرف به بستر رودخانه منتهی می‌شود. فقط یک راه باریک از سمت شرق در رودخانه وجود دارد که در آنجا بقایای دیوار شهر به‌صورت تپه قابل مشاهده است. در امتداد لبهٔ شمالی تپه، ۷ برجستگی نیم‌دایره‌ای به شکل برج وجود دارد. این مجموعه دارای ساختمان‌هایی شامل جایگاه مقدس آتش و اتاق‌های مختلف برای مراسم مذهبی بوده است. | [ ۱۲ ] |
| ۴  |       | آرامگاه خواجه مشهد          | ولایت ختلان             | ۱۳۸۱         | ۱۹۹۹ | یکی از مدارس پیش از دورهٔ حکومت مغول در سده‌های ۱۱ و ۱۲ میلادی است که تا امروز نگهداری می‌شده و ابعاد آن ۴۸×۶۸ متر است. مقبره‌ها، مساجد و ایوان در اطراف حیاط از شمال به جنوب وجود دارد. نمای جنوبی بنای تاریخی دارای دو برج مدور در گوشهٔ ساختمان گنبدی است. دو ساختمان بزرگ با ایوان قوسی در قسمت شمالی آن بنا شده، که با آجرهای سوخته ساخته شده‌اند و به‌عنوان آرامگاه خواجه مشهد شناخته می‌شود. شکننده بودن آجرهای خشتی دلیل تخریب بسیاری از بناهای تاریخی در تاجیکستان است، به همین دلیل بناهای ساخته‌شده از آجرهای سوخته از ارزش بالایی برخوردار هستند. | [ ۱۳ ] |
| ۵  |       | اجینه‌تپه                    | ولایت ختلان             | ۱۳۸۲         | ۱۹۹۹ | این مکان با ابعاد ۱۰۰×۵۰ متر از دو قسمت تشکیل شده است، در مرکز آن یک حیاط مربع شکل احاطه شده وجود دارد. در هر طرف حیاط یک اتاق وجود دارد. اتاق‌ها نیز از دو قسمت تشکیل شده است. قسمت اول ایوان خانهٔ تابستانی است. ورودی به گلوگاه در مرکز نمای شرقی ساخته شده است. در قسمت غربی حیاط یک سالن برای جلسات جامعهٔ راهبان وجود داشته است. قسمت مرکزی آن با استوپای بزرگ که عنصری از معبد بودایی برای نگهداری آثار است اشغال شده بود. بزرگ‌ترین اندازهٔ ستون استوپا ۲۸ متر و سایر استوپاها ۶ متر است. مجسمه‌های بودا در حالت‌های مختلف از مراحل مختلف زندگی و فعالیت او و یک مجسمهٔ خیلی بزرگ به طول ۱۲ متر در انتهای شرقی راهرو قسمت معبد روی پایه مسطح وجود داشت. جنس تمام مجسمه‌های ساخته شده از خاک رس است. | [ ۱۴ ] |
| ۶  |       | کاخ فرمانداری خلبوک         | ولایت ختلان             | ۱۳۸۳         | ۱۹۹۹ | این ارگ در قسمت جنوب غربی محل شهر باستانی واقع شده است و چندین بار تخریب و بازسازی شده است. کف آن با آجر سوخته سنگ‌فرش شده بود و دیوارهای ارگ شامل نقاشی جنگجویان و نوازندگان است. دیوار دفاعی ارگ دارای ۱۲ متر ارتفاع است. عنصر سازندهٔ سقف از آجرهایی با کتیبهٔ قرآن ساخته شده است. کاخ خلبوک به لطف ارتباطات مهندسی مرکب، دارای سیستم گرمایشی و سیستم خارج کردن آب باران بی‌نظیر است. خلبوک یک مرکز اداری، تجاری و فرهنگی در منطقه هوتال در قرن‌های ۹ تا ۱۲ میلادی بوده است. | [ ۱۵ ] |
| ۷  |       | آرامگاه خواجه نقشران        | ناحیه‌های تابع جمهوری    | ۱۳۸۴         | ۱۹۹۹ | آرامگاه متعلق به سده ۱۱ و ۱۲ میلادی شامل دو مکان دفن است که در دو محوطه موجود است. اولین آن دارای ابعادی ۶×۶٫۸ متر است و قسمت دوم دارای ابعاد ۱۱×۱۶ متر است. این دو ساختمان امکانات هنری آجرکاری معمولی برای معماری تاجیکی قرن‌های ۱۱ و ۱۲ میلادی را نشان می‌دهد. مقبره دارای یک درگاه بزرگ به ارتفاع ۳٫۵ متر است. | [ ۱۶ ] |
| ۸  |       | سایت باستانی پنجکنت         | ولایت سغد               | ۱۳۸۵         | ۱۹۹۹ | پنجکنت، نام اصلی آن «پنج کند» به معنای پنج شهر است. از مشاهیر این شهر می‌توان از پدر شعر پارسی، رودکی نام برد. ناحیهٔ پنجکنت با ولایت سمرقند ازبکستان هم‌مرز است. پنجکنت، که در سده‌های چهارم و پنجم میلادی، به‌عنوان پایتخت هپتالیان بنیان نهاده شد، در سدهٔ هفتم میلادی به کمال ترقی خود رسید. اندکی پس از این تاریخ، به دست اعراب ویران شد. مهم‌ترین نقاشی‌های سغدی در آن یافت شده است، و برخی از آن‌ها حاکی از آیین خاکسپاری سغدیان است، و مرگ سیاووش را نشان می‌دهد. ویژگی بارز آثار هنری کشف‌شده در پنجکنت، تاریخی بودن آن‌ها و رابطهٔ ساختاری‌شان با معماری است. | [ ۱۷ ] |
| ۹  |       | آرامگاه محمد بشارا          | ولایت سغد               | ۱۳۸۶         | ۱۹۹۹ | آرامگاه در قرون ۱۱ و ۱۲ میلادی به‌عنوان بنایی ساخته شد که عملکردهای مقبره و مسجد را با هم ترکیب می‌کرد. از یک سالن مرکزی بزرگ تشکیل شده است که در هر دو طرف (چپ و راست) ردیف‌های طاقی‌شکل قرار دارد که در امتداد دو محور قرار می‌گیرند و موازی محور مرکزی میانی هستند. درگاهی با تزئینات غنی از گل‌های مایل به قرمز در سال ۱۳۳۲ م به آن افزوده شده است. یک پاشنه قوسی به سر سه چهارم ستون‌ها متکی است، که در گوشه‌های داخلی تکیه‌گاه آن نقش بسته است. | [ ۱۸ ] |
| ۱۰ |       | سایت باستانی شهرستان        | ولایت سغد               | ۱۳۸۷         | ۱۹۹۹ | محوطه شهر باستانی شهرستان مرکز سیاسی، اقتصادی و فرهنگی اسروشنه‎ بوده است. این مجموعه از قلعه‌های متعدد تشکیل شده بود و در سیستمی با دیوار دفاعی دارای برج احاطه شده بود. در قسمت شمالی شهرستان کاخ فرماندار قرار دارد. در کنار خانه‌های مسکونی در قلمرو شهرستان معبد بت‌پرستان پیدا شده که پس از فتح اعراب به مسجد تبدیل شد. این شهر دارای ۱۲ دروازه بود و از آجر برای ساخت آن استفاده شده است. تالار کاخ دارای ستون‌های بسیار با ورودی وسیع است که به زیبایی با چوب تزئین شده است. این مکان یک بنای باستانی منحصر به فرد است، که در آن عناصر ساختار شهرهای سده ۱۱ و ۱۲ میلادی به وضوح نمایش داده شده است. | [ ۱۹ ] |
| ۱۱ |       | کوهستان فان                 | ولایت سغد               | ۲۱۱۷(vii)(x) | ۲۰۰۶ | این کوهستان در رشته‌کوه پامیر قرار گرفته است. قله‌های کوهستان فان بیشتر از پنج هزار متر ارتفاع دارند و معروف‌ترین آن‌ها قله‌های چپدره، بادخانه، ماریا، میرعلی و زندان هستند. حوزهٔ اسکندرکول یکی از دیدنی‌های این کوهستان است که تنوع درخت و بوته‌های پیرامون آن از مهم‌ترین انگیزه‌های سفر گردشگران به این منطقه است. در این حوزه حدود سی دریاچه در دوره‌های مختلف شکل گرفته‌اند. دریاچهٔ اسکندرکول با ۲٫۵ کیلومتر درازا و ۱ کیلومتر پهنا و حدود ۷۲ متر ژرفا دیدنی‌ترین این دریاچه‌ها به‌شمار می‌آید. | [ ۲۰ ] |
| ۱۲ |       | بیشه پلنگان                 | ولایت ختلان             | ۲۱۰۸(ix)(x)  | ۲۰۰۶ | بیشه پلنگان، در جنوب تاجیکستان در ریزشگاه آمودریا به رود پنج قرار دارد. این منطقهٔ حفاظت‌شده در حدود ولایت ختلان واقع است. مساحت این منطقهٔ حفاظت‌شده ۴۹۷۰۰ هکتار است و بالاترین ارتفاع آن در حدود ۱٬۲۰۰ متر بالاتر از سطح دریا است. آب و هوای آن قاره‌ای و خشک است. این ذخیره‌گاه طبیعی به‌دلیل اندازهٔ بزرگ آن و تنوع زیست‌محیطی توسط صندوق جهانی طبیعت به‌عنوان مهم‌ترین ذخیره‌گاه طبیعی در آسیای میانه شناخته شده است. | [ ۲۱ ] |
| ۱۳ |       | ذخیره‌گاه طبیعی کوساولسای    | بخشی از کوهستان ترکستان | ۲۱۰۹(vii)(x) | ۲۰۰۶ | این ذخیره‌گاه در دامنه‌های شمالی یال کوه ترکستان به سمت شمال از گردنه شهرستان از جادهٔ دوشنبه–خجند واقع شده است. از غرب با جمهوری ازبکستان همسایه است. دارای شیب تند بسیار سنگلاخی است و در برخی نقاط ارتفاع آن به ۲۷۰۰–۳۰۰۰ متر می‌رسد. هدف اصلی ایجاد ذخیره‌گاه حفاظت از تودهٔ جنگلی ارس است که پوشش گیاهی آن توسط سه گونه ارس نشان داده می‌شود. این ذخیره‌گاه زیستگاه حیواناتی چون خرگوش صحرایی شرقی، خرس، گراز وحشی، گوسفند بزرگ‌شاخ، بز و غیره است. | [ ۲۲ ] |
| ۱۴ |       | ذخیره‌گاه طبیعی دشت جوم      | ولایت ختلان             | ۲۱۱۰(vii)(x) | ۲۰۰۶ | دشت جوم، یک ذخیره‌گاه طبیعی در ۳۸۰ کیلومتری در منطقهٔ ختلان شرقی در جنوب غربی تاجیکستان است که زیستگاه پرندگانی چون اردک ماهی‌خوار معمولی، سهره بال‌سرخ، صعوه قهوه‌ای، چکاوک هیوم است و به‌عنوان منطقهٔ پرندگان مهم (IBA) شناخته شده است، زیرا تعداد قابل توجهی از جمعیت گونه‌های مختلف پرندگان را پشتیبانی می‌کند. ذخیره‌گاه در ارتفاع ۱۳۰۰–۲۵۰۰ متر از سطح دریا، در قسمت جنوبی رشته کوه حضرتِ شاه واقع شده است. از جنوب به رودخانه پنج که مرز افغانستان است منتهی می‌شود. این ذخیره‌گاه شامل سه رودخانهٔ کوچک کوهستانی و دره‌هاست که دارای پوشش گیاهی متنوعی از گیاهان است. | [ ۲۳ ] |
| ۱۵ |       | ذخیره‌گاه طبیعی زارکول       | ولایت بدخشان            | ۲۱۱۱(vii)(x) | ۲۰۰۶ | این ذخیره‌گاه طبیعی ۱۶۱۰ کیلومتر مربعی در جنوب شرقی استان خودمختار گورنو–بدخشان در شرق تاجیکستان است که در مجاورت مرز با منطقهٔ واخان افغانستان است. این منطقه در سال ۱۹۷۲ م برای نگهداری از غاز سرنواری به‌عنوان منطقهٔ حفاظت‌شده و در سال ۲۰۰۰ م به یک ذخیره‌گاه طبیعی ارتقا یافت. همچنین به‌عنوان منطقهٔ پرندگان مهم (IBA) شناخته شده است. این ذخیره‌گاه دره وسیعی را در ۳۲۰ کیلومتری شرق مرکز استان خوروغ اشغال می‌کند، که در میان کوه‌های پشته کوه‌های آلیمور جنوبی و علیچور واقع در کوه‌های پامیر شرقی در ۴۰۰۰–۵۴۶۰ متر بالاتر از سطح دریا قرار دارد. این منظره عمدتاً از دامنه‌های ملایم استپ کوهستانی با پوشش گیاهی کم تشکیل شده است. هسته اصلی این ذخیره‌گاه ۳۹۰۰ هکتار دریاچه آب شیرین زارکول در ارتفاع ۴۱۲۵ متر است. حداکثر عمق دریاچه ۶ متر است. اگرچه استفاده از زمین در ذخیره ممنوع است، اما از اطراف آن به‌عنوان چراگاه استفاده می‌شود. | [ ۲۴ ] |